# هالومتان
هالومتان‌ها مشتقاتی از متان (CH۴) هستند که در آن یک یا تعداد بیشتری از اتم‌های هیدروژن با اتم‌های هالوژن‌ها(F، Cl، Br یا I) جایگزین شده‌است. هالومتان‌ها هم به‌طور طبیعی، به ویژه در محیط‌های دریایی، و هم توسط انسان ساخته می‌شوند، که مهمترین آن‌ها به عنوان عامل مبرد، حلال، پیشران و عامل دودزا کاربرد دارند. بسیاری از جمله کلروفلوروکربن‌ها توجه زیادی را به خود جلب کرده‌اند زیرا هنگامی که در معرض اشعه ماوراء بنفش موجود در ارتفاعات قرار می‌گیرند، فعال شده و لایه ازن محافظ اطراف زمین را از بین می‌برند.